# Azat u ankaj Artsaj
«Azat u ankaj Artsaj» (en armenio: Ազատ ու անկախ Արցախ; en español: Artsaj Libre e Independiente) fue el himno nacional de la no reconocida República de Artsaj.
El Himno es un símbolo de la independencia del extinto país. La letra es del poeta Vardan Hakobian y la música es de Armen Nasibian. Fue adoptada por el Consejo Supremo de la República del Alto Karabaj (ahora denominada Artsaj), el 17 de noviembre de 1992.